# Кіле (Вармінсько-Мазурське воєводство)
Кіле (пол. Kile, нім. Kielen) — село в Польщі, у гміні Каліново Елцького повіту Вармінсько-Мазурського воєводства.
Населення — 37 осіб (2011).
У 1975-1998 роках село належало до Сувальського воєводства.

## Демографія
Демографічна структура станом на 31 березня 2011 року:
|          | Загалом | Допрацездатний вік | Працездатний вік | Постпрацездатний вік |
| -------- | ------- | ------------------ | ---------------- | -------------------- |
| Чоловіки | 18      | 6                  | 10               | 2                    |
| Жінки    | 19      | 5                  | 12               | 2                    |
| Разом    | 37      | 11                 | 22               | 4                    |